# كوسه محمد رائف باشا
محمد رائف باشا (بالتركية: Mehmed Raif Paşa) (وُلِد عام 1836 في جزيرة كريت – تُوفي عام 1911 في إسطنبول)، هو رجل دولة وسياسي عثماني بارز في عهد السلطان عبد الحميد الثاني. تقلّد مناصب رفيعة ومتعددة شملت والي، ووزير (ناظر)، ورئيس شورى الدولة. عُرف بلقب "كوسه" (Köse) الذي يعني بالتركية "خفيف اللحية"، حيث كانت لحيته قليلة جداً مقارنة بوزراء وباشاوات عصره ذوي اللحى الكثيفة.
السيرة الذاتية

## أصوله وبداياته:
وُلد محمد رائف باشا عام 1836 في جزيرة كريت. والده هو إبراهيم أدهم أفندي، الذي عمل بالتجارة ثم انتقل إلى كريت وأصبح رئيساً لمجلسها. بدأ محمد رائف حياته المهنية في خدمة الدولة مبكراً، وكان من المقربين لرجل الدولة الإصلاحي الشهير مدحت باشا. عندما كان مدحت باشا والياً على ولاية الطونة، عيّن محمد رائف مديراً لديوان أوراقه. وعندما أصبح مدحت باشا والياً على بغداد، اصطحبه معه كنائب للوالي، ثم عينه مديراً لديوان الأوراق في الباب العالي حين أصبح صدراً أعظم.

## المناصب التي تولاها:

### شغل محمد رائف باشا سلسلة من المناصب الهامة التي تظهر ثقة الدولة العثمانية في قدراته الإدارية:
متصرف: تولى منصب المتصرف (حاكم إداري) في كل من رودس، وقبرص، وبيروت.
والي أضنة: شغل منصب والي أضنة بين أكتوبر 1885 ويوليو 1887.
ناظر التجارة والزراعة: عُيّن وزيراً (ناظراً) للتجارة والزراعة في الفترة من 10 مايو 1890 إلى 3 سبتمبر 1891.
والي حلب: تولى ولاية حلب بين يناير 1896 ويوليو 1900.
عضو مجلس الأعيان: بعد إعلان المشروطية الثانية عام 1908، تم تعيينه عضواً في مجلس الأعيان العثماني في ديسمبر من نفس العام.
رئيس شورى الدولة (Şura-yı Devlet): كان آخر منصب رفيع شغله هو رئيس مجلس الدولة، وذلك بين مايو 1909 ويناير 1910.
أسرته

#### كان محمد رائف باشا أباً لعدة شخصيات بارزة تركت بصمتها في المجتمع التركي:
إحسان رائف هانم (İhsan Raif Hanım): (1877–1926) شاعرة ومؤلفة موسيقية تركية شهيرة، وتُعد من أوائل الشاعرات التركيات الحديثات اللاتي استخدمن الهجاء الشعبي في أعمالهن. أشهر أعمالها قصيدة "Kimseye Etmem Şikâyet" (لا أشتكي لأحد) التي كتبتها في عمر 13 عاماً بعد إجبارها على زواج لم ترغب به.
فؤاد كوسه رائف (Fuat Köseraif): (1872–1949) عالم لغوي بارز.
راغب رائف كوسه رائف (Ragıp Raif Köseraif): (1870–1946) دبلوماسي.
عبد اللطيف نهاد كوسه رائف (Abdüllatif Nihad Köseraif): (1875–1928) دبلوماسي.
كما كانت لعائلته صلة قرابة بالروائي التركي الشهير خالد ضياء أوشاقلي كيل (Halit Ziya Uşaklıgil).

###### لقب "كوسه"
حصل على لقبه لأن لحيته كانت خفيفة جداً، تتألف من شعيرات قليلة، وهو مظهر كانلافتاً للنظر في عصر كان فيه المسؤولون الكبار يتميزون بلحاهم الكاملة. وقد ذكره الشاعر منيف باشا في أبيات شعرية عند منحه رتبة الوزارة.

## وفاته
تُوفي محمد رائف باشا في إسطنبول عام 1911 ودُفن بجوار ضريح الغازي عثمان باشا في منطقة الفاتح. وقد قام مؤرخ الدولة (الوقائع نگار) في ذلك الوقت، عبد الرحمن شرف أفندي، بنشر سيرة ذاتية مطولة عنه عند وفاته.
تمييزه عن شخصية "حكاية الكوسة" المصرية
من الضروري جداً التمييز بين الوزير العثماني كوسه محمد رائف باشا وبين الشخصية المذكورة في الحكاية الشعبية المصرية عن أصل مصطلح "الكوسة".
الوظيفة: كان محمد رائف باشا وزيراً وولائياً عثمانياً، بينما الشخصية المصرية كانت حكمدار (مدير شرطة) القاهرة.
اللقب: لقب الوزير العثماني "كوسه" (Köse) يعني "خفيف اللحية"، بينما الكلمة في الحكاية المصرية هي "كوسة" (Kusa) وتشير إلى نبات الزوسكيني.
السياق: الأول هو شخصية تاريخية موثقة في سجلات الدولة العثمانية، بينما الثاني هو شخصية محورية في حكاية من التراث الشعبي المصري يصعب توثيق تفاصيلها بيوغرافياً.